# Walter Heider
Walter Heider (* 17. September 1939 in Wien; † 20. Mai 2014 ebenda) war ein österreichischer Operettensänger und Interpret des Wienerliedes.

## Leben und Wirken
Bekannt wurde Walter Heider als Operettensänger (z. B. Im weißen Rössl und Die Fledermaus), aber vor allem als Wienerliedinterpret an der Seite seine Schwester Christl Prager. Er nahm zahlreiche Schallplatten- und CD-Aufnahmen, insbesondere des Wienerlieds, auf.
Seine Grabstätte befindet sich auf dem Meidlinger Friedhof (Abteilung B, Gruppe 3, Nummer 31).

## Auszeichnungen
- 1967    1. Platz beim Wienerlied-Nachwuchswettbewerb der „Ichmann-Runde“
- 1968    1. Preis zum „Wienerlied des Jahres“ in der Volkshochschule Ottakring mit dem Lied „I hab ka Angst ums Weanerliad“ (Text: Josef Kaderka; Musik: Bruno Hauer)
- 1970    1. Preis zum „Wienerlied des Jahres“ in der Volkshochschule Ottakring mit dem Lied „Einen Wiener kennst sofort …“ (Text: Josef Kaderka; Musik: Franz Grohner)
- 1972 Hut vom lieben Augustin in Bronze von der „Robert-Posch-Vereinigung“
- 1978 Obmann der Vereinigung „Das Wienerlied“
- 1983 Goldener Violinschlüssel von der „Robert-Posch-Vereinigung“
- 1985 Goldenes Wienerherz von der „Robert-Posch-Vereinigung“
- 1989 Ernst Track Ehrenring
- 1989 Silberne Urkunde von der „Robert-Posch-Vereinigung“
- 1990 Übernahme der Sendung „Ringelspiel“ im österreichischen Rundfunk
- 1992 Goldenes Verdienstzeichen des Landes Wien (13. November 1992)
- 2000 Hut vom lieben Augustin in Gold von der „Robert-Posch-Vereinigung“
- 2004 Berufstitel Professor (4. November 2004)
- 2004 Ehrenplakette zum 65. Geburtstag von der „Robert-Posch-Vereinigung“
- Robert-Stolz-Medaille in Bronze von der „Robert-Posch-Vereinigung“
- Johann-Strauss-Statuette
- Goldenes Mikrofon
- Goldene Schallplatte
- Nico-Dostal-Nadel